# Chrysolina rossia
Chrysolina rossia là một loài bọ cánh cứng trong họ Chrysomelidae. Loài này được Illiger miêu tả khoa học năm 1802.

## Hình ảnh

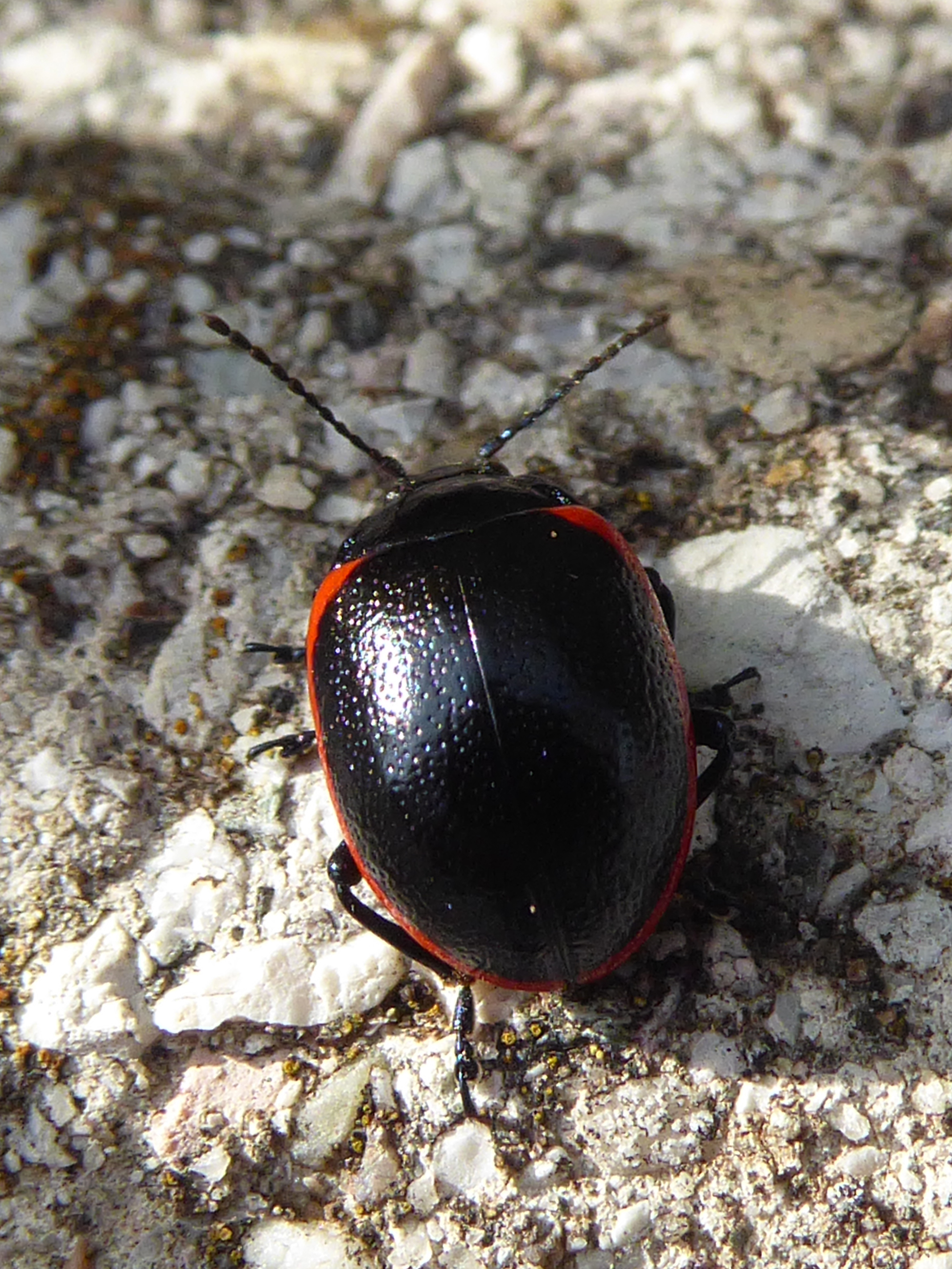